# Debates sobre o Sal e o Ferro
Os Debates sobre o Sal e o Ferro (chinês tradicional: 鹽鐵論, pinyin: Yán Tiě Lùn) foram uma série de debates ocorridos em 81 aEC na corte imperial da dinastia Han, sobre questões econômicas e a devida política estatal. O último imperador, Wu de Han, havia desfeito as políticas laissez-faire de seus predecessores, intervindo diretamente nas questões econômicas, como ao estabelecer modelos de estabilização de preços, impostos sobre o capital e impondo um monopólio estatal na produção de sal e de ferro chinesa. Depois de sua morte, durante o reinado do imperador Zhao de Han, o regente Huo Guang convocou todos os intelectuais do império à capital, Chang'an, para que debatessem as políticas econômicas do governo.
O debate foi dominado por dois partidos opostos, os reformistas e os modernistas. Em sua maioria eruditos confucionistas, os reformistas opunham-se as políticas do imperador Wu e exigiam a abolição dos monopólios sobre o sal e o ferro, o fim dos esquemas de estabilização de preços estatais e grandes cortes no orçamento do governo, de modo a reduzir o fardo sobre os cidadãos. No outro lado, os modernistas defendiam a continuação das políticas do imperador Wu, a fim de apropriar os lucros dos comerciantes privados para os cofres estatais, para assim financiar as campanhas militares e de colonização do governo no norte e no oeste.
Os resultados desses debates foram mistos. Apesar dos modernistas terem saído em geral vencedores, sendo que as políticas por ele defendidas foram implementadas na dinastia Han Anterior depois do imperador Wu, os reformistas as revogaram na dinastia Han Posterior, exceto pelo monopólio governamental na cunhagem de moedas.

## Contexto

### Políticas em Han Anterior
As políticas da dinastia Han Anterior eram marcadas pelo laissez-faire, devido a adoção dos primeiros imperadores do princípio taoista do Wu wei (無為), que significa literalmente "inação, inatividade". Por causa dessa filosofia, os impostos agriculturais foram reduzidos de 1/15 da produção agrícola para 1/30 e, por um breve período, completamente abolidos. A cunhagem de moedas foi privatizada, assim como os impostos da dinastia Qin sobre o sal e outros produtos foram removidos. Punições criminosas severas, como por exemplo o corte do nariz de um ofensor, também foram abolidas.
Os comerciantes e os industrialistas em particular prosperam durante esse período; os homens mais ricos do impérios eram os os mercadores que tanto produziam quanto distribuíam o sal e o ferro, chegando a gerar uma riqueza que igualava-se as receitas fiscais anuais coletadas pela corte imperial. Tais mercadores investiam em terras, tornando-se latifundiários e empregando grande quantidade de camponeses. Um industrialista de sal ou ferro poderia empregar mais de mil camponeses para a extração de salmoura líquida, sal marinho, sal mineral ou minério de ferro.

### Políticas do imperador Wu
O imperador Wu de Han (r. 141–87 aEC) via as indústrias privadas de larga escala como ameaças ao Estado, uma vez que tornavam os camponeses leais ao industrialistas e não à agricultura. A nacionalização do comércio de sal e de ferro eliminava essa ameaça e gerava um grande lucro para o Estado.

## Debate
Como surgiam cada vez mais reclamações criticando as políticas do governo, o regente Huo Guang, que era o líder de facto da China depois do imperador Wu, convocou na corte uma conferência para debater a continuidade das políticas do prévio imperador. O debate resultante foi divido em dois grupos, os reformistas e os modernistas. Esses defendiam o governo central e estavam mais em sintonia com a filosofia legalista, além de serem grandes admiradores das políticas da dinastia Qin anterior, cujas severas e numerosas leis foram baseadas nos princípios legalistas. Aqueles, por outro lado, eram compostos majoritariamente por intelectuais confucianos provinciais e defendiam a privatização e o retorno às políticas antigas laissez-faire. Tais políticas foram bem sucedidas em financiar as campanhas do imperador Wu contra a nômade Confederação Xiongnu e a colonização do Corredor de Hexi e das regiões que hoje são Xinjiang, norte do Vietnã, Yunnan e a Coreia do Norte.

### Posição reformista
A visão reformista era baseada no ideal confuciano que buscava trazer o melhoramento do homem através da conformidade com os princípios morais fundamentais. Para tal demanda, eles desejam reduzir o controle central, exigências de serviço e os impostos ao mínimo. O problema dos reformistas com os monopólios em geral resumiam-se na ideia que o Estado "não deveria competir com o povo por lucros", já que aquele assim os oprimiria; os empreendimentos mercantis não eram "atividades dignas do Estado".

### Posição modernista
Os modernistas eram liderados por Sang Hongyang, um ex-mercador que havia sido selecionado pelo imperador Wu para administrar suas políticas intervencionistas. As imposições do governo eram justificadas com o argumento de que iriam, com isso, tirar lucros dos ricos comerciantes privados que poderiam representar uma ameaça para o estado e traze-las para os cofres estatais; particularmente, os modernistas diziam que os industrialistas de sal e ferro eram "brutos e tirânicos," que empregavam milhares de trabalhadores que poderiam tornarem-se rebeldes. Segundo sua visão, com o monopólio do ferro, o Estado poderia então distribuir efetivamente ferramentas de boa qualidade para os camponeses, além de estabilizar o preço de vários bens de consumo essenciais. Eles também acreditavam que as oficinas privadas eram muito pequenas, não especializadas e mal equipadas.

## Legado
Os modernistas saíram dos debates com a maior parte de suas políticas incólumes, sendo que apenas o monopólio sobre bebidas alcoólicas foi abolido; ainda assim, Sang foi posteriormente executado em 80 aEC por traição.